# Ochicanthon karasuyamai
Ochicanthon karasuyamai là một loài bọ cánh cứng trong họ Bọ hung (Scarabaeidae).